# Plévenon
Plévenon (bret. Plevenon) – miejscowość i gmina we Francji, w regionie Bretania, w departamencie Côtes-d’Armor.
Według danych na rok 2010 gminę zamieszkiwało 731 osób, a gęstość zaludnienia wynosiła 53 osoby/km².